# Passau–Neumarkt-Sankt Veit-vasútvonal

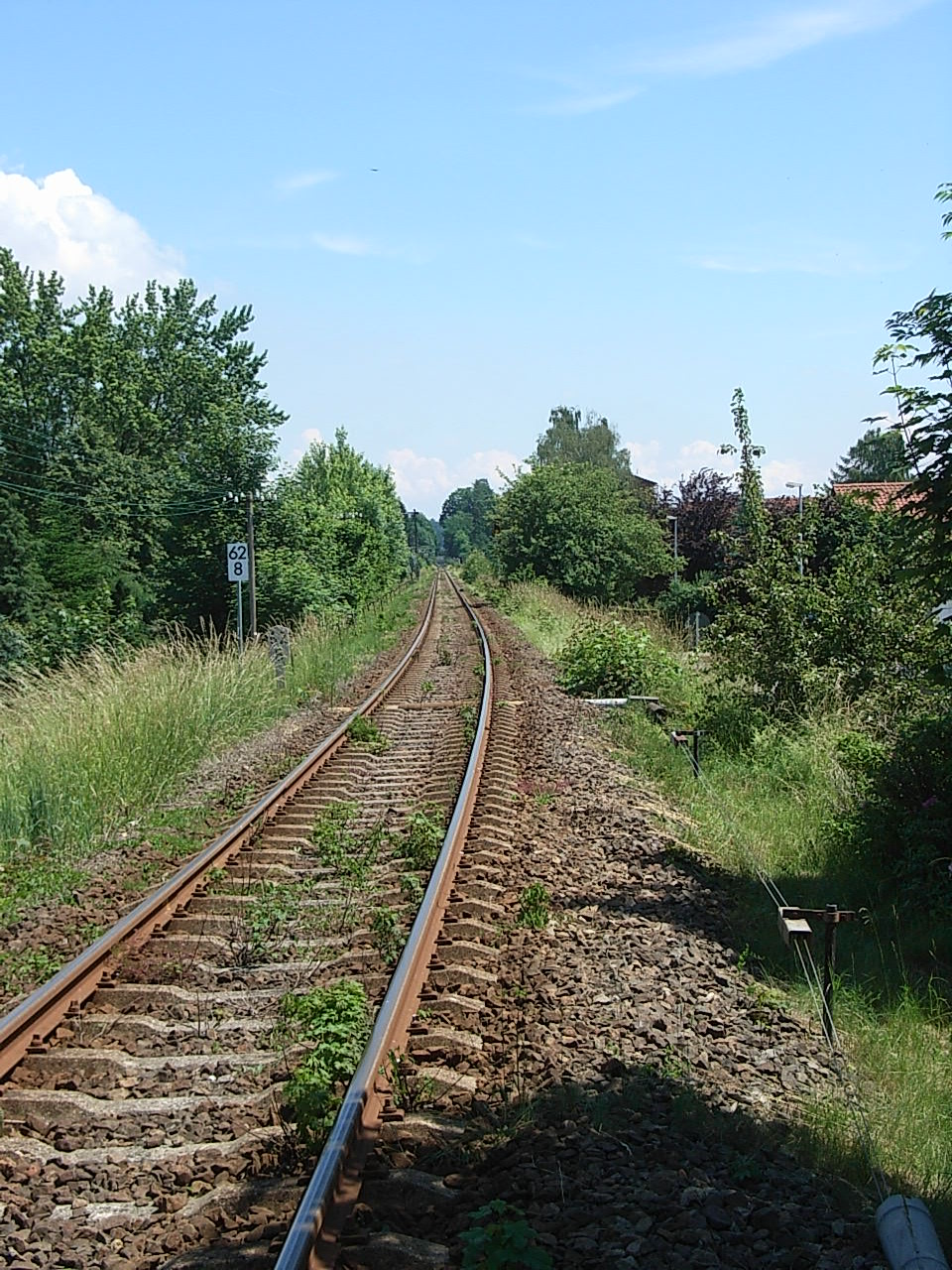
A vasútvonal

A Passau–Neumarkt-Sankt Veit-vasútvonal (ismert még, mint Rottalbahn) egy normál nyomtávolságú, egyvágányú, nem villamosított vasútvonal Németországban Passau és Neumarkt-Sankt Veit között. A vasútvonal hossza 97,24 km, engedélyezett legnagyobb sebesség 80 km/h.